# Houssen

Houssen este o comună în departamentul Haut-Rhin din estul Franței. În 2009 avea o populație de 1.727 de locuitori.

## Evoluția populației
| An        | 1975  | 1982  | 1990  | 1999  | 2006  | 2009  |
| --------- | ----- | ----- | ----- | ----- | ----- | ----- |
| Populație | 1.094 | 1.219 | 1.348 | 1.578 | 1.643 | 1.727 |